# 난자완스

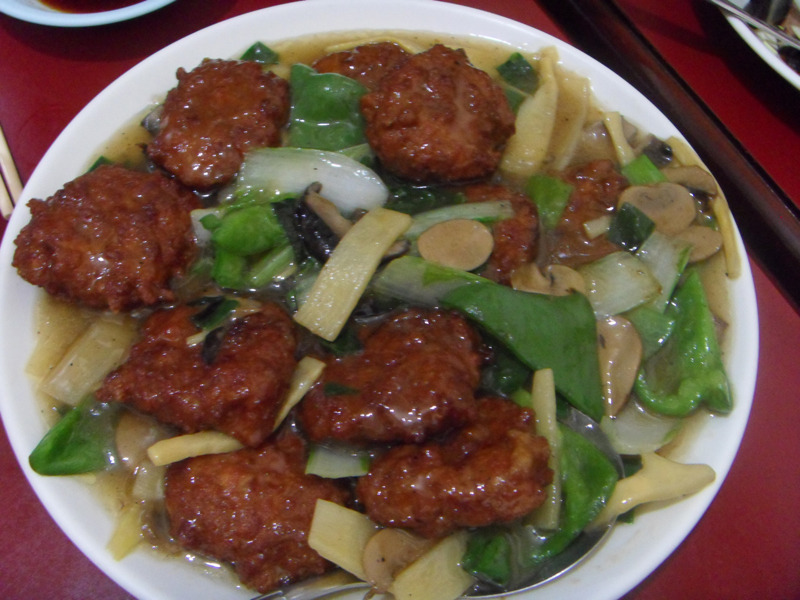
Nanja-wanseu

난자완스(중국어 정체자: 南煎丸子, 병음: nánjiānwánzi)는 다진 고기를 양념한 다음 납작한 완자로 만들고 기름에 노롯하게 지져서 각종 채소와 함께 볶아서 만든 요리이다.
난자완스는 '둥글납작하게 만들어 기름에 지져서 먹는 남쪽 지방의 고기요리'다.

## 만들기
재료는 돼지등심이나 소고기 등 각종 채소가 사용된다.
마늘, 후추, 간장 등으로 양념한 고기를 완자모양으로 만든 다음 청경채, 표고버섯 등의 각종 채소를 함께 볶아주면 완성된다.